# Якушев, Дмитрий Тарасович
Дмитрий Тарасович Якушев (10 марта 2003) — российский дзюдоист, чемпион России 2024 года.

## Спортивная карьера
Воспитанник Липецкой школы дзюдо и самбо. Первым тренером был Станислав Игоревич Алексеев, в дальнейшем к тренировкам спортсмена подключился Игорь Деулин. Тренируется в Липецке.
С 2020 по 2022 годы признавался лучшим молодым спортсменом Липецкой области. В 2023 году стал лучшим спортсменом региона.
Мастер спорта по дзюдо, с 2021 года выступает в составе сборной команды России.
В октябре 2024 года принял участие в чемпионате России по дзюдо, который проходил в Сочи. В весовой категории свыше 100 кг стал чемпионом страны.

## Спортивные достижения
- Чемпионат России по дзюдо 2024 — ;
- Победитель первенства России по дзюдо (до 21 года) (2022 год);
- Победитель первенства России по самбо (16-18 лет) (2021 год);